# Nowy realizm

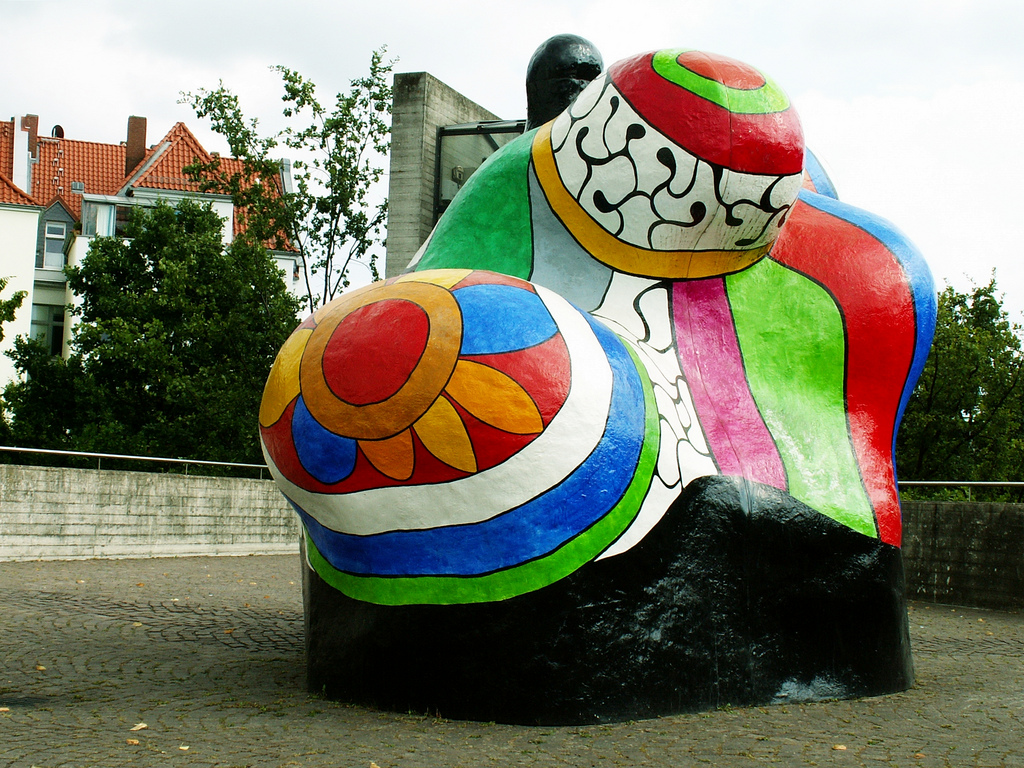
Praca Niki de Saint Phalle w Hanowerze

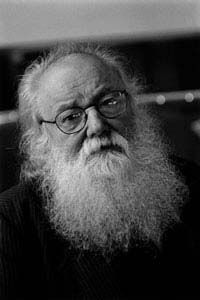
Pierre Restany

Nowy realizm (fr. Nouveau Réalisme) – ruch artystyczny powstały w 1960 roku we Francji, analogiczny do amerykańskiego neodadaizmu.
Pomysłodawcą i teoretykiem grupy był francuski krytyk Pierre Restany. Głównym założeniem ruchu było eksponowanie fragmentów rzeczywistości, które miały wprost oddziaływać na emocje widza, a nie poprzez pryzmat wyobraźni artysty.
Jego członkowie posługiwali się przedmiotami zużytymi, odpadami konsumpcji społecznej i pozostałościami przemysłu, tworząc z nich obiekty artystyczne. Akcentowali przez to nostalgię za przeszłością przedmiotu w dobie społeczeństwa konsumpcyjnego i przemysłowego.
Członkami ruchu byli m.in. Yves Klein, Daniel Spoerri, César, Jean Tinguely, Mimmo Rotella, Arman, Niki de Saint-Phalle, Martial Raysse, Wolf Vostell. Symptomatyczne dla ruchu były obrazy-pułapki (tableaux-pièges) Daniela Spoerriego, który przyklejał przypadkowe przedmioty na meblach i innych podłożach, na których zostały znalezione. César budował kompozycje ze zmiażdżonego złomu, a Mimmo Rotella tworzył dekolaże z naklejonych na płótno warstw plakatów filmowych.